# Myiarchus semirufus
El copetón rufo o atrapamoscas rufo (Myiarchus semirufus) es una especie de ave paseriforme de la familia Tyrannidae perteneciente al numeroso género Myiarchus. Es endémico de Perú.

## Distribución y hábitat

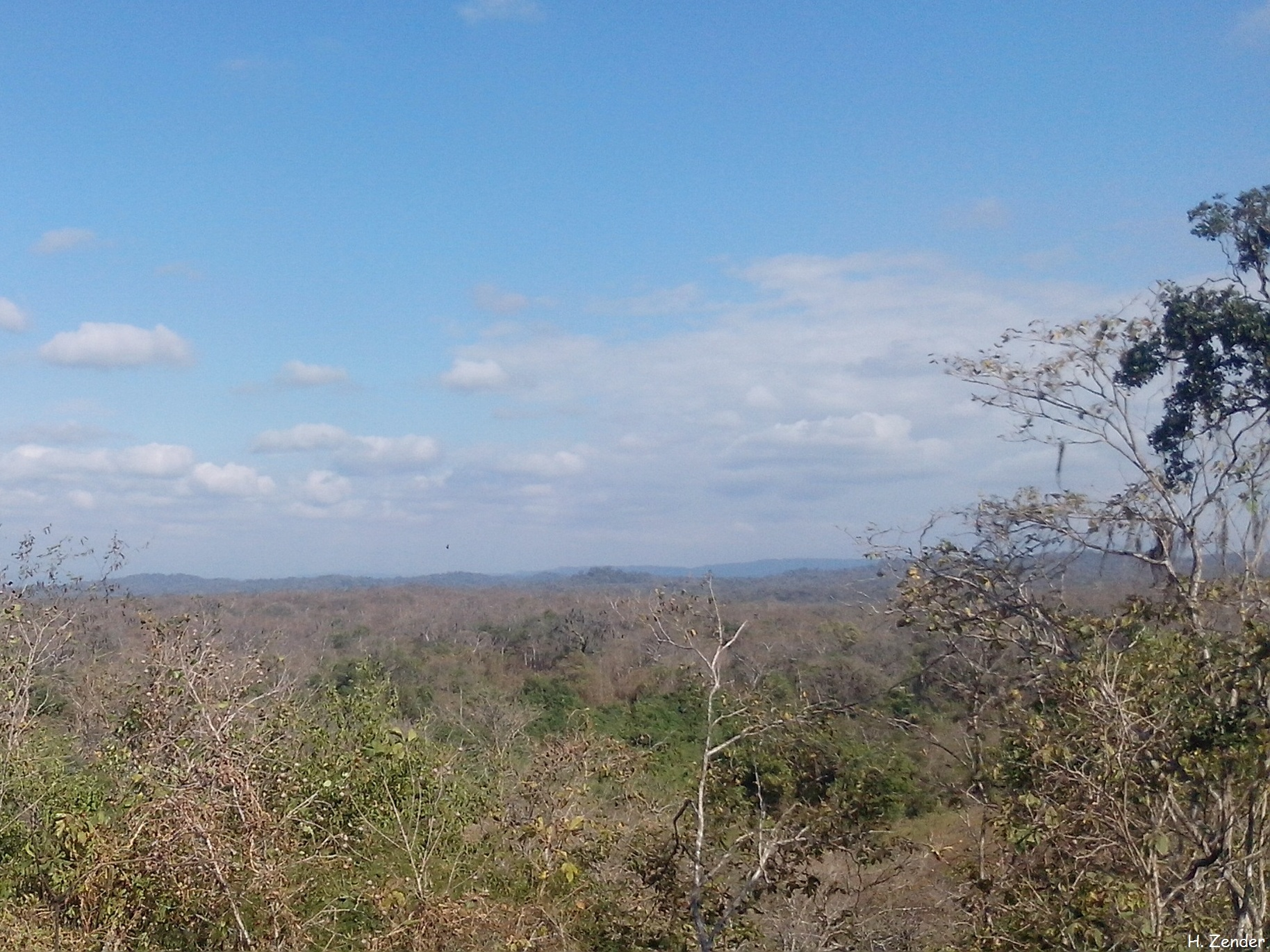
Bosque seco de Tumbes-Piura, ejemplo de hábitat de la especie.

Se distribuye fragmentadamente por la pendiente del Pacífico del noroeste de Perú, desde Tumbes hacia el sur por una estrecha faja costera (generalmente con menos de 50 km de ancho) hasta Áncash, antiguamente llegaba hasta el norte de Lima.
Esta especie es actualmente rara y local en sus hábitat naturales: los parches de bosques y matorrales áridos por debajo de los 500 m de altitud.

## Estado de conservación
El copetón rufo ha sido calificado como vulnerable por la Unión Internacional para la Conservación de la Naturaleza (IUCN) debido a que su pequeña población, estimada entre 2500 y 10 000 individuos maduros, se encuentra severamente fragmentada y en decadencia.

## Descripción
Mide entre 17 y 19 cm de longitud y pesa en promedio de 21 a 25 g. Por arriba es pardo grisáceo apagado, la cola mayormente rufa con las cobertoras de las alas y las anchas plumas de vuelo con contornos rufos; por abajo es de color canela uniforme. Es el único Myiarchus de colores rojizos.

## Alimentación
Se alimentan de insectos y arañas y además consumen bayas y semillas ariladas.

## Sistemática

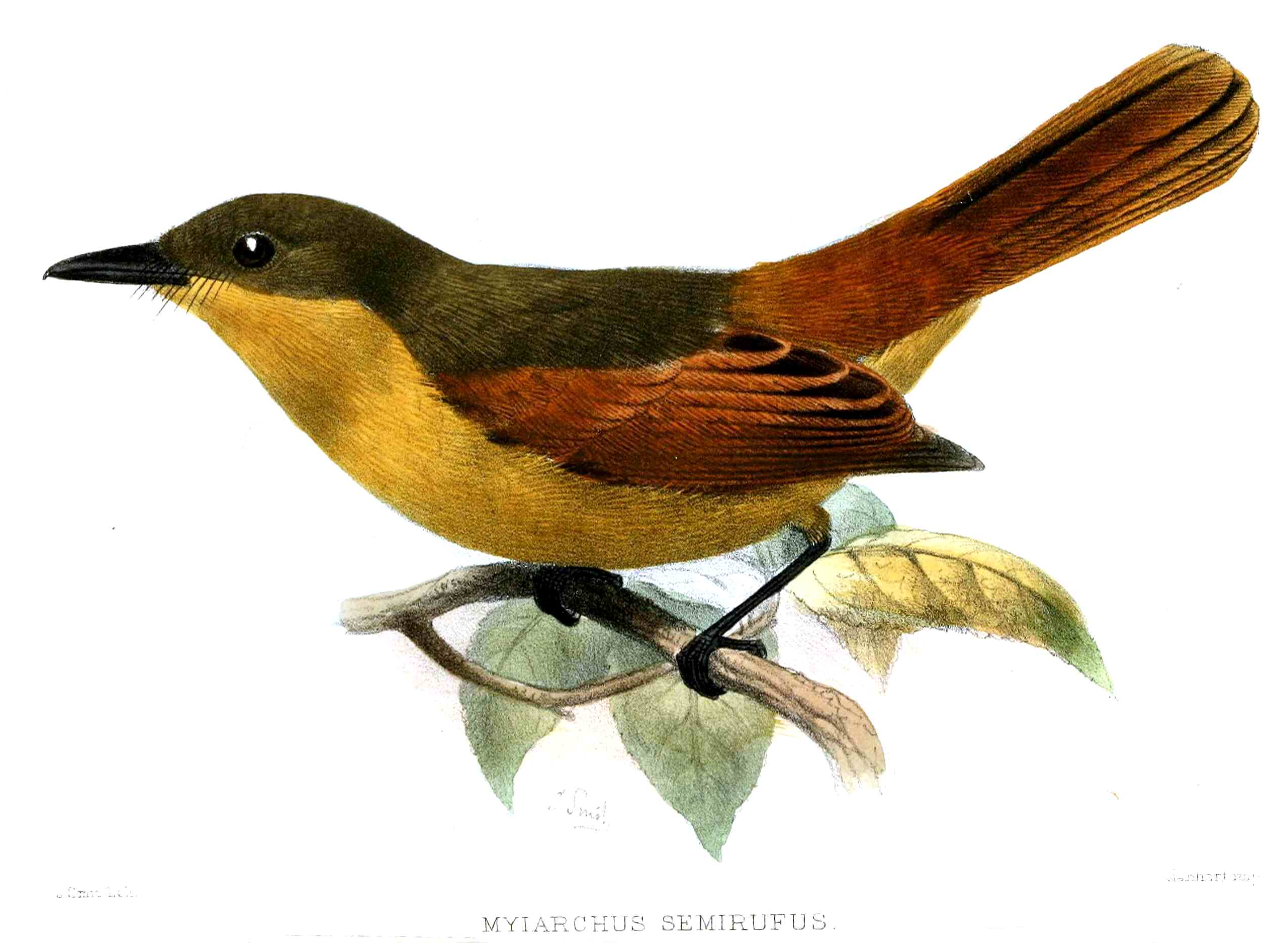
Myiarchus semirufus, ilustración por Smit en Proceedings of the Zoological Society of London, 1878.

### Descripción original
La especie M. semirufus fue descrita por primera vez por los zoólogos británicos Philip Lutley Sclater y Osbert Salvin en 1878 bajo el mismo nombre científico; su localidad tipo es: «Pacasmayo, Perú».

### Etimología
El nombre genérico masculino «Myiarchus» se compone de las palabras del griego «μυια muia, μυιας muias» que significa ‘mosca’, y «αρχος arkhos» que significa ‘jefe’; y el nombre de la especie «semirufus», se compone de las palabras del latín «semi» que significa ‘mitad’, y «rufus» que significa ‘rojizo’, ‘rufo’.

### Taxonomía
Los análisis filogenéticos sugieren que esta especie o es hermana a todas las otras del género —o sea es basal al género— o está más próximamente aliada a Rhytipterna immunda; es divergente de sus congéneres tanto en la morfología como en el mtDNA. En el pasado fue ocasionalmente separada en un género monotípico Muscifur, cuya resurrección podría ser necesaria, dependiendo de más análisis. Es monotípica.